# 山本布美江
山本 布美江（やまもと ふみえ、1975年 - ）は、日本のテレビプロデューサー・ディレクター。
フジテレビジョン編成制作局制作センター第2制作室主任。

## 略歴
千葉県佐倉市出身。上智大学文学部教育学科卒業後、1997年にフジテレビへ入社。同期には千野志麻、政井マヤ、梅津弥英子がいる。
編成制作局制作センター第2制作室（2016年6月27日までは編成制作局バラエティ制作センター、2017年6月30日までは制作局第2制作センター、2019年6月30日までは編成局制作センター第2制作室）所属。吉田正樹、宮道治朗、佐々木将、竹内誠、小仲正重の各班を経て、坪井貴史、大川友也班にて活動している。

## 現在の担当番組

### チーフプロデューサー
特番
- Do8
- ナイナイ・キンコン・シモフリのカコイチ恥ずい旅

## 過去の担当番組

### ディレクター・演出
- 笑う!通販
- クイズ・ポーカーフェイス
- 退屈貴族
- ラグ&ピース
- おまたせ!!ラグ定食
- ザ・ジャッジ! ～得する法律ファイル
  - ザ・ジャッジEX
- F2-X→F2スマイル（プログラムD）
- Dのゲキジョー ～運命のジャッジ～

特番
- FNS27時間テレビ
  - FNS ALLSTARS 27時間笑いの夢列島（制作進行）
  - FNS27時間テレビ みんなのうた（2002年・制作進行、2003年・フロア演出）
  - FNS ALLSTARS あっつい25時間テレビやっぱ楽しくなければテレビじゃないもん!
  - FNS26時間テレビ 国民的なおもしろさ!史上最大!!真夏のクイズ祭り 26時間ぶっ通しスペシャル （中継ディレクター）
- THEわれめDEポン

### プロデューサー
レギュラー
- 新堂本兄弟（以前はディレクター）
- 人志松本の○○な話（以前はサブプロデューサー）
- ナダールの穴
- おもしろ言葉ゲーム OMOJAN
- ワイドナショー
- あいのり
- バイキング

月一回
- ウケメン

不定期
- 直撃!シンソウ坂上

特番
- 人志松本のすべらない話（以前はサブプロデューサー）
- IPPONグランプリ
- FNS歌謡祭（2012年）
- ルームシェア（2012年9月28日）
- モテ女100（2013年9月27日）
- オタクール・ジャパン（2013年10月4日）
- 梅沢富美男のズバッと聞きます!（2017年7月28日・12月1日）
- アイアンシェフ
- 日本くぎづけ大学
- 万物まとめンタリー
- 今田耕司のGap Walker
- ニッポンよ!セカイを倒せ! フジヤマ 〜日本のNo.1vs世界のNo.1〜
- FNS番組対抗!オールスター春秋の祭典スペシャル
- 最強運芸能人決定戦。（以前は演出）
- ENGEIグランドスラム（第13 - 17回）
- Cygames THE MANZAI マスターズ（第5,6回）
- 初詣!爆笑ヒットパレード（2020年・2021年）
- ただ今、コント中。（第1 - 4回）

## 番組出演
- 担当するF2スマイルのダイエット企画では実年齢が30歳時に肉体年齢40歳以上と測定され、「山本のおばちゃん」とニックネームを付けられる。
- 2005年と2006年のさんタクに、さんま側チアリーダーとして出演する。
- 2007年FNS27時間テレビで、「猪八戒・伊藤淳史日本一の"なまか"探しの旅」相撲対決時にチアリーダーチーム一員として出演する。
- お台場明石城で藪木健太郎が企画する「さんまのマイ・フェア・レディ」に出演し、栗原美和子から「和製ブリジット・ジョーンズの日記」と呼ばれ、プレゼンテーション4戦目でクイズ企画「クイズ!私が産んだのよ!」により初めて試作の機会を得る。

## 雑記
- 誕生月の星座はおひつじ座で、血液型はO型であり、手相鑑定では「女帝の手相で30歳から成功する」と言われる。
- 上智大学チアリーディング部が全日本チアリーディング選手権準優勝時の一員であり、「ベース」ポジションを担当し「土台」のニックネームを持つ。
- フジテレビお台場の夏イベント会場における、熱中症対策のイケメンユニット「ミストマン」（メンバーは西村真二、ぷりずん。など吉本興業の若手芸人の他、山本涼介や青峰佑樹ら若手俳優もいた[2]）の生みの親。5年に亘り総合プロデュースした[1]。